# Discaria pubescens
Discaria pubescens là một loài thực vật có hoa trong họ Táo. Loài này được (Brongn.) Druce mô tả khoa học đầu tiên năm 1917.